# Ion Oarcăsu
Ion Oarcăsu (n. 22 iunie 1925, Josenii Bârgăului, România – d. 9 martie 2000, Cluj-Napoca, România) a fost un critic literar, eseist și poet român.

## Biografie
A fost fiul lui Valentin și Raveca (născută Moldovan). După terminarea studiilor secundare la liceul "George Coșbuc" din Năsăud, unde i-a avut profesori pe Vasile Bighianu și pe Palfy Endre, după cum spune într-un articol Teodor Tanco, a urmat Facultatea de Drept din Cluj, pe care a absolvit-o în 1949.
După obținerea diplomei universitare, funcționează ca secretar al Filialei clujene a Uniunii Scriitorilor din România, ca redactor pentru Transilvania al revistei „Contemporanul”, ca redactor al revistei „Steaua” și, din 1956 până la pensionare, ca redactor la revista „Tribuna”.
După dictatul de la Viena, Transilvania de Nord a fost anexată de Ungaria, iar el a decis să rămână la Năsăud și a scris o serie de poezii și articole pentru una dintre cele doua publicații laice în limba română autorizate de autoritățile maghiare. A debutat ca poet in ziarul „Tribuna Ardealului” din Cluj, în 1942, într-o perioadă agitată a istoriei Transilvaniei, cea a dictatului, alături de alți colaboratori ai ziarului, dintre care amintim pe Francisc Păcurariu, D. Micu, Gavril Scridon și Raoul Șorban (ca secretar de redacție din 1943).
În calitate de președinte de onoare al Cenaclului literar "George Coșbuc" din Bistrița, a îndrumat și sprijinit pe scriitorii și poeții bistrițeni. A fost membru al Uniunii Scriitorilor din România, fiind premiat, în 1959, pentru activitatea de critic literar. A plecat dintre noi prea devreme, după cum spunea, pe 9 martie 2000, poetul Mircea Vaida (nepotul lui Alexandru Vaida-Voievod), lăsând neterminat unul din importantele studii despre Ion Budai-Deleanu la care lucra în ultima parte a vieții.

## Volume publicate
- 1965: Opinii despre poezie, Editura pentru Literatură
- 1967: Oglinzi paralele, Editura pentru Literatură
- 1968: Prezențe poetice, Editura pentru Literatură
- 1974: Destine și valori, Editura Dacia

## Eseuri în volume colective
- 1960: Probleme ale literaturii
- 1964: Literatura și contemporaneitate
- 1979: Le roman roumain a l'heure actuelle, în „Cahiers roumains d'etudes litteraires”

## Studii, prefețe, postfețe, îngrijiri de ediții
- 1962: Asztalos Istvan, Dumineca cu dragoste
- 1963: Romain Rolland, Colas Breugnon
- 1963: Nina Cassian, Die Tagliche Feste
- 1963: Camil Petrescu, Patul lui Procust
- 1963: Camil Petrescu, Das Prokrustesbett
- 1966: Camil Petrescu, Prokrusztesz-agy
- 1966: Nicolae Prelipceanu, Turnul înclinat
- 1969: Anișoara Odeanu, Noaptea creației
- 1975: Anișoara Odeanu, Ciudata viață a poetului
- 1981: Emil Isac, 110 Poezii
- 1983: Iancso Elemer, Studii literare
- 1986: Emil Isac, Poezii
- 1986: Emil Isac, Az orok dal